# Тишина после выстрела
«Тишина после выстрела» (нем. Die Stille nach dem Schuss), англоязычный вариант названия — «Легенда Риты» (англ. Legend of Rita) — драма 1999 года режиссёра Фолькера Шлёндорфа.

## Сюжет
Рита Фогт с единомышленниками причисляет себя к террористам, борющимся против угнетения свободных людей. Они получают поддержку спецслужб ГДР, которые заинтересованы, чтобы группа действовала только за границей и не создавала проблем внутри страны. Группе удаётся организовать побег из тюрьмы ФРГ Андреаса Кляйна, своего товарища и возлюбленного Риты. По возвращении на родину они знакомятся с сотрудником спецслужб Эрвином Хулем, курирующим их отряд. Но по прошествии нескольких лет среди единомышленников происходит раскол. Рита больше не уверена, что их действия приносят пользу миру. Будучи в Париже, она ссорится с Андреасом. Вскоре после этого ей приходится убить преследующего её полицейского и покинуть Францию.
По возвращении в ГДР остальных членов группа вновь собирается у Эрвина. Они ждут, что их отправят в какую-либо горячую точку планеты для революционной борьбы. Эрвин же получает указания руководства и предлагает группе самораспуститься, обещая им новые документы и жизнь под прикрытием под видом обычных людей. Однако никто на это не соглашается, кроме Риты. Она видит, что за время пребывания во Франции Андреас завёл роман с девушкой из их отряда. Ни чувства, ни политические убеждения больше не связывают её с товарищами. Их отправляют в Бейрут, а Рита получает новые документы на имя Сюзанны Шмидт и начинает работать на ткацкой фабрике.
Для неё настаёт мирная жизнь. На работе она знакомится с молодой девушкой Татьяной. Рита заботится о Татьяне, которая прослыла на фабрике алкоголичкой. Тёплое отношение Риты пробуждает в девушке сильные чувства. Во время поездки в деревню к родителям подруги сближаются ещё больше. Но в это время в новостях сообщают о гибели в Париже Андреаса. Рита вновь объявлена в розыск, так как западные спецслужбы знали, что она была в одной группе с ним. Увидев её портрет по телевизору, её опознаёт одна из коллег по работе. Рита вынуждена поменять место жительства, взять новое имя. Для этого ей приходится расстаться с Татьяной, и это трагедия для них обеих. Вскоре после этого Татьяну сажают в тюрьму из-за опасения, что она может раскрыть личность Риты.
Под именем Сабины Вальтер Рита начинает новую жизнь, устраивается на работу в строительную контору. Начальство посылает её в детский лагерь на море вожатой. Там она знакомится с Йоханом, ещё одним вожатым. У них начинается роман. По возвращении в город Йохан делает Рите предложение. Он собирается на учёбу в СССР и хочет взять Риту с собой. Но спецслужбы запрещают ей ехать в СССР, так как там её опознают, и это создаст много проблем. Йохан уезжает без Риты.
После объединения Германии западные спецслужбы просят выдать им бывших террористов, укрывавшихся в ГДР. В их списке есть и Рита. Эрвин признаётся Рите, что больше никто её не будет прикрывать. Рита понимает это, у неё не остаётся выхода. Вышедшая из тюрьмы Татьяна пытается разыскать подругу, но ничего вернуть уже нельзя.

## В ролях
| Актёр           | Роль             |
| --------------- | ---------------- |
| Бибиана Беглау  | Рита Фогт        |
| Надя Уль        | Татьяна          |
| Мартин Вуттке   | Эрвин Хуль       |
| Александр Байер | Йоханн Петтка    |
| Харольд Шротт   | Андреас Кляйн    |
| Йенни Шили      | Фридерика Адебах |
| Марио Иррек     | Йоахим Клатте    |

## Награды
Фильм получил следующие награды:
| Награды                                     | Награды | Награды                          | Награды   | Награды                                  |
| ------------------------------------------- | ------- | -------------------------------- | --------- | ---------------------------------------- |
| Фестиваль / Премия                          | Год     | Награда                          | Категория | Победитель                               |
| Берлинский кинофестиваль                    | 2000    | Голубой ангел Серебряный медведь |           | Фолькер Шлёндорф Бибиана Беглау Надя Уль |
| Brothers Manaki International Film Festival | 2000    | Golden Camera 300                |           | Андреас Хёфер                            |